# Doppelgänger Brand Image
Als Doppelgänger Brand Image (DBI) wird im Marketing die Verbreitung abwertender oder verunglimpfender Bilder oder Texte über eine Marke durch ein lose organisiertes Netz von Aktivisten, Bloggern und Meinungsführern bezeichnet.
Die Verbreitung von DBIs wird meistens durch die Wahrnehmung der Aktivisten motiviert, dass eine Marke nicht „authentisch“ ist, beispielsweise wenn vom Markeninhaber ein falsches, irreführendes oder unvollständiges Bild der Marke präsentiert wird.
DBIs sind meistens gegen bekannte Marken gerichtet und diesen in ihrer Gestaltung oftmals ähnlich. Ihre Verbreitung erfolgt oft durch soziale Netzwerke, wie beispielsweise Twitter, Facebook, Reddit, Digg und Buzzfeed, aber auch über Webseiten.
Untersuchungen zeigen, dass die Doppelgänger Brand Images die Kaufneigung eines potentiellen Kunden negativ beeinflussen können.